# Свило-2
Свило-2 (бел. Свіла-2) — деревня в Глубокском районе Витебской области Белоруссии, в составе Подсвильского сельсовета. Население — 54 человека (2019).

## География
Деревня примыкает с севера к посёлку Подсвилье, находится в 17 км к северо-востоку от райцентра, города Глубокое. Фактически посёлок Подсвилье, деревня Свило-2 и деревня Свило-1 примыкают друг к другу, образуя один населённый пункт, вытянутый с севера на юг, через который проходит сквозная автомобильная дорога. Ближайшая ж/д станция в Подсвилье (линия Полоцк — Молодечно).

## История
Деревни Свило-1 и Свило-2 имеют общую историю, разделение произошло в XIX веке. Свило — одна из старейших деревень Глубокского района, уже в IX веке здесь существовало укрепленное городище кривичей. Первое письменное упоминание датируется 1493 годом в дарственной великого князя литовского Александра, которой он пожаловал Свило роду Сенковичей.
В XVI—XVII веках село Свило многократно меняло владельцев. В 1642 году Юзеф Корсак передал Свило во владение глубокского кармелитского монастыря. В 1748 году монахами-кармелитами в Свило была построена деревянная униатская церковь Преображения Господня (не сохранилась). В 1758 году король Август III пожаловал имение поручику Павлу Петровскому.
В 1793 году в результате второго раздела Речи Посполитой Свило вошло в состав Российской империи, где принадлежала Дисненскому уезду Минской губернии. Жители окрестностей Свило принимали участие в восстании 1863 года. После подавления восстания за активное участие глубокских монахов-кармелитов в нём, их монастырь в Глубоком был закрыт, а имение Свило-1 передано в государственную казну, Свило-2 в конце XIX-начале XX века принадлежала роду Мисунов.
После Советско-польской войны Свило оказалось в составе межвоенной Польской Республики. По состоянию на 1 января 1930 года в деревне Свило-1 проживало 210 жителей, в деревне Свило-2 311 жителей. С 1939 года — в составе БССР.